# إدوارد فولايانغ
إدوارد فولايانغ ((بالإنجليزية: Eduard Folayang)) (من مواليد 22 نوفمبر 1984) هو لاعب فنون القتال المختلطة وووشو من الفلبين.
شارك في دورة الألعاب الآسيوية 2006 في الدوحة، قطر.

## روابط خارجية
- إدوارد فولايانغ على موقع IMDb (الإنجليزية)
- إدوارد فولايانغ على موقع شيردوغ (الإنجليزية)